# Hemitriccus minor
Hemitriccus minor là một loài chim trong họ Tyrannidae.